# Deutsche Fußballmeisterschaft der B-Junioren 2006/07
Die deutsche B-Jugendmeisterschaft 2007 war die 31. Auflage dieses Wettbewerbes, der letztmals unter den Bestplatzierten der B-Jugend-Regionalligen ausgespielt wurde, bevor ab dem Folgejahr die Teams der neu eingeführten B-Junioren-Bundesliga um die Meisterschaft spielten. Meister wurde der FC Bayern München mit einem 1:0-Finalsieg über Gastgeber Borussia Dortmund, der damit zum zweiten Mal in Folge im Finale der B-Jugendmeisterschaft unterlag.

## Teilnehmende Mannschaften
| Regionalliga Nord       | Regionalliga Nordost                                        | Regionalliga West                                                   | Regionalliga Südwest            | Regionalliga Süd                                               |
| ----------------------- | ----------------------------------------------------------- | ------------------------------------------------------------------- | ------------------------------- | -------------------------------------------------------------- |
| - Meister: Hamburger SV | - Meister: Hertha BSC - Vizemeister: Tennis Borussia Berlin | - Meister Borussia Mönchengladbach - Vizemeister: Borussia Dortmund | - Meister: 1. FC Kaiserslautern | - Meister: FC Bayern München - Vizemeister Eintracht Frankfurt |

### Viertelfinale
| Datum                      |                        | Ergebnis  |                        |
| -------------------------- | ---------------------- | --------- | ---------------------- |
| 10. Juni 2007 um 11:00 Uhr | Eintracht Frankfurt    | 1:0 (0:0) | Tennis Borussia Berlin |
| 13. Juni 2007 um 17:00 Uhr | Tennis Borussia Berlin | 3:0 (2:0) | Eintracht Frankfurt    |
| Gesamt:                    | Eintracht Frankfurt    | 1:3       | Tennis Borussia Berlin |

| Datum                      |                          | Ergebnis  |                          |
| -------------------------- | ------------------------ | --------- | ------------------------ |
| 10. Juni 2007 um 11:00 Uhr | Borussia Dortmund        | 4:1 (2:0) | Borussia Mönchengladbach |
| 13. Juni 2007 um 18:00 Uhr | Borussia Mönchengladbach | 1:0 (1:0) | Borussia Dortmund        |
| Gesamt:                    | Borussia Dortmund        | 4:2       | Borussia Mönchengladbach |

| Datum                      |              | Ergebnis        |              |
| -------------------------- | ------------ | --------------- | ------------ |
| 10. Juni 2007 um 11:00 Uhr | Hamburger SV | 2:1 (1:1)       | Hertha BSC   |
| 13. Juni 2007 um 17:00 Uhr | Hertha BSC   | 3:2 (2:2)       | Hamburger SV |
| Gesamt:                    | Hamburger SV | 4:4 (7:4 i. E.) | Hertha BSC   |

| Datum                      |                      | Ergebnis  |                      |
| -------------------------- | -------------------- | --------- | -------------------- |
| 9. Juni 2007 um 14:00 Uhr  | 1. FC Kaiserslautern | 3:4 (1:1) | Bayern München       |
| 12. Juni 2007 um 18:00 Uhr | Bayern München       | 4:0 (3:0) | 1. FC Kaiserslautern |
| Gesamt:                    | 1. FC Kaiserslautern | 3:8       | Bayern München       |

### Halbfinale
| Datum                      |                        | Ergebnis  |                        |
| -------------------------- | ---------------------- | --------- | ---------------------- |
| 17. Juni 2007 um 11:00 Uhr | Tennis Borussia Berlin | 0:3 (0:1) | Borussia Dortmund      |
| 24. Juni 2007              | Borussia Dortmund      | 3:1 (2:0) | Tennis Borussia Berlin |
| Gesamt:                    | Tennis Borussia Berlin | 1:6       | Borussia Dortmund      |

| Datum                      |                | Ergebnis  |                |
| -------------------------- | -------------- | --------- | -------------- |
| 17. Juni 2007 um 11:00 Uhr | Hertha BSC     | 1:2 (1:0) | Bayern München |
| 24. Juni 2007              | Bayern München | 2:1 (0:1) | Hertha BSC     |
| Gesamt:                    | Hertha BSC     | 4:2       | Bayern München |

## Finale
| Borussia Dortmund                                                   | Borussia Dortmund | FC Bayern München | FC Bayern München |
| ------------------------------------------------------------------- | --- | --- | ----------------- |
| Borussia Dortmund                                                   | \| Samstag, 30. Juni 2007 um 14:00 Uhr in Dortmund (Stadion Rote Erde) \| \| Ergebnis: 0:1 (0:0) \| \| Zuschauer: 7.000 \| \| Schiedsrichter: Stefan Lupp (Zossen) \| | \| Samstag, 30. Juni 2007 um 14:00 Uhr in Dortmund (Stadion Rote Erde) \| \| Ergebnis: 0:1 (0:0) \| \| Zuschauer: 7.000 \| \| Schiedsrichter: Stefan Lupp (Zossen) \| | FC Bayern München |
| Borussia Dortmund                                                   | Johannes Focher – Kai Bastian Evers (25. Tolgay Arslan), Marc Hornschuh, Julian Koch, Fabian Götze – David Blacha, Lasse Sobiech (75. Saban Ferati), Marcel Kandziora (75. Ivan Paurević) – Martin Zakrzewski – Victor Hounyovi-Huschka, Marco Stiepermann Cheftrainer: Peter Wazinski | Ferdinand Oswald – Uwe Schlottner, Christoph Herberth, Maximilian Haas, Moritz Schapfl – Mario Erb (80. Gianluca Simari) – Roberto Soriano (79. Jonas Hummels), Diego Contento – Mehmet Ekici (80. Nikola Trkulja) – Vincent Bönig, Yannick Kakoko (77. Florian Elender) Cheftrainer: Stephan Beckenbauer | FC Bayern München |
| Borussia Dortmund                                                   | 0:1 Kakoko (69.) | | FC Bayern München |
| Borussia Dortmund                                                   | Bönig (75.) | | FC Bayern München |
| Samstag, 30. Juni 2007 um 14:00 Uhr in Dortmund (Stadion Rote Erde) | | |                   |
| Ergebnis: 0:1 (0:0)                                                 | | |                   |
| Zuschauer: 7.000                                                    | | |                   |
| Schiedsrichter: Stefan Lupp (Zossen)                                | | |                   |